# Crematogaster oasium
Crematogaster oasium är en myrart som beskrevs av Santschi 1911. Crematogaster oasium ingår i släktet Crematogaster och familjen myror.

## Underarter
Arten delas in i följande underarter:
- C. o. oasium
- C. o. saharensis